# Mahneshan
Māhneshān (farsi ماه‌نشان) è il capoluogo dello shahrestān di Mahneshan, circoscrizione Centrale, nella provincia di Zanjan in Iran. Nel 2011 aveva 5.439 abitanti. Si trova ad ovest di Zanjan nella parte occidentale della provincia.